# Ferenc Ilyés
Ferenc Ilyés, madžarski rokometaš, * 20. december 1981, Odorheiu Secuiesc, Romunija.
Leta 2004 je na poletnih olimpijskih igrah v Atlanti v sestavi madžarske reprezentance osvojil 4. mesto.